# Willi Lippens
Willi Lippens (Bedburg-Hau, 10 novembre 1945) è un ex calciatore e allenatore di calcio olandese, di ruolo attaccante.

## Carriera

### Giocatore
Ha giocato nella prima e nella seconda divisione tedesca.

### Nazionale
Ha giocato una partita in nazionale (nel 1971), nella quale ha anche messo a segno una rete.

## Palmarès

### Club

#### Competizioni nazionali
- Fußball-Regionalliga: 1

Rot-Weiss Essen: 1972-1973 (Regionalliga Ovest)